# Johann Christian Kerstens
Johann Christian Kerstens, né le 17 décembre 1713 et mort à Stadt le 13 juillet 1802, est un médecin allemand qui fut le fondateur et le premier professeur de la faculté de médecine de l'université de Moscou.

## Biographie
Il reçoit son diplôme de médecin de l'université de Halle en 1749, sa thèse portant sur la densité du sang. Il poursuit ensuite ses études à Leipzig, puis il est invité en 1758 en Russie à enseigner la chimie et la minéralogie, ainsi que la physique théorique et expérimentale. Son cours de 1768 porte par exemple sur la pharmacologie (Lexique des substances médicales). En 1769 il enseigne (toujours en latin, les leçons sont ensuite traduites en russe) sur « les instructions et les règles médicales pour les habitants des campagnes devant servir à l'accroissement de la population encore insuffisante en Russie. »
Il exerce au dispensaire de l'université et s'occupe du cabinet de minéralogie de l'université qui regroupe plus de six mille spécimens donnés par les héritiers de Hyacinthe Demidoff.
Kerstens retourne en Allemagne en 1770 et enseigne à l'université de Kiel. Il traduit du français les œuvres de Samuel Auguste Tissot.

## Source
- (ru) Cet article est partiellement ou en totalité issu de l’article de Wikipédia en russe intitulé « Керштенс, Иоганн Христиан » (voir la liste des auteurs).